# سده (خنج)
قرية سِدِه هي إحدی القری التابعة لناحیة المرکزیة في مقاطعة خنج، بمحافظة فارس في إيران.